# Gros Piton
Gros Piton är ett berg i Saint Lucia. Det ligger i kvarteret Soufrière, i den sydvästra delen av landet. Toppen på Gros Piton är 711 meter över havet.Gros Piton ligger på ön Saint Lucia.
Terrängen runt Gros Piton är huvudsakligen kuperad, men söderut är den platt. Havet är nära Gros Piton åt sydväst.
Det går att bestiga berget utan professionell utrustning (även om stadiga kängor/skor och rejäl vattenflaska kan vara nyttigt). Bergsguider finns att hyra. Berget har en inte obetydlig kulturell inverkan på ön, där bland annat en populär ölsort uppkallats efter det. Berget är hem till många fågelarter, av vilka i vart fall fem är endemiska. 1878 bestegs berget av Abdome Deligny. Från bergets topp kan man klara dagar se Dominica, Martinique, Barbados, och St. Vincent.